# Got Milk?
Got Milk? est une campagne publicitaire américaine visant à encourager la consommation de lait de vache. Elle est créée en 1993 par l'agence Goodby, Silverstein & Partners pour l'organisation California Milk Processor Board. Plus tard, les laitiers et autres fournisseurs de lait furent autorisés à utiliser cette campagne, qui fonctionne depuis le 24 octobre 1993. 

Slogan de la campagne

Cette campagne publicitaire a été responsable d'une augmentation considérable de la vente laitière en Californie mais cette augmentation ne s'est pas observée à l'échelle nationale. Got Milk? est l'une des campagnes publicitaires les plus connues pour un produit d'alimentation aux États-Unis.

## Histoire
Le motif des différentes publicités consiste généralement à mettre en scène des personnes dans des situations diverses impliquant de la nourriture ou des repas secs ou collants, tels que des cookies. La personne va se trouver dans une situation inconfortable parce qu'elle a la bouche pleine et qu'il n'y a pas de lait à proximité pour l'aider à avaler ce qu'elle a dans la bouche. À la fin de la publicité, la personne va regarder tristement la caméra et en caractères gras apparaît la fameuse phrase « Got Milk? ».
La première publicité « Got Milk » fut diffusée le 29 octobre 1993, et racontait la malencontreuse histoire d'un homme (joué par Sean Whalen) recevant un appel pour répondre à la question d'une station de radio à 10 000 $ : « Qui a tiré sur Alexander Hamilton lors de ce fameux duel ? ». L'appartement de l'homme apparait être un musée privée consacré à ce fameux duel, plein de répliques .Il répond à la question correctement : (Aaron Burr). Mais comme il a la bouche pleine de beurre de cacahuète et n'a pas de lait pour faire passer le tout, sa réponse est inintelligible. La publicité, réalisée par le directeur hollywoodien Michael Bay, fut au sommet des classements récompensant l'industrie de la publicité en 1994. De 1994 à 1995, les ventes de lait ont totalisé 36 milliards de dollars, et les dépenses pour la publicité  s'élevèrent à 37,9 millions de dollars. En 2002, cette publicité fut élue l'une des dix meilleures publicités de tous les temps par un sondage de [US Today], et fut renouvelée à l'échelle nationale la même année. Elle a depuis été insérée dans des livres sur la publicité, et utilisée comme cas d'école.
Le slogan « Got Milk? » a été autorisé par la National Milk Processor Board (MilkPEP) en 1995 à se servir du renom de leur publicité, qui, depuis, a accueilli des célébrités venant du domaine du sport, des médias, du divertissement, mais aussi des personnages de fiction de TV, de jeux vidéo, et de films tels que Les Simpson, Batman, Mario, Les Super Nanas, posant sur des pages de publicité arborant une « milk mustache », employant le slogan, « Where's "your" mustache? ».
En 2006, la campagne publicitaire partit à l'assaut d'une nouvelle partie de la population avec une série de publicités en espagnol « Toma leche? », ou « Do you take/drink Milk? », publicités dans lesquelles le lait est décrit comme étant un « wonder tonic » (tonifiant merveilleux) possédant des propriétés bénéfiques pour la croissance musculaire et capillaire.
Selon de site internet de « Got Milk? », la campagne a touché près de 90 % des États-Unis, et le slogan a été dispensé par les laitiers à travers les États-Unis depuis 1995. Got Milk? est une propriété influente et a été affichée sur des produits de consommation tels que les poupées Barbie, les appareils pour bébés et pour enfants, et l'équipement ménager. La célèbre campagne publicitaire a été largement parodiée par des groupes défendant des causes diverses. La plupart des parodies utilisent la ressemblance physique des personnages plutôt que de mettre en scène les personnes ayant réellement participé aux publicités Got Milk?.
En 2008, la campagne se focalise sur la pauvre situation économique des Américains, et utilise un conseiller financier et une présentatrice d'émission de variété, Suze Orman, pour décrire le lait comme un produit nutritif qu'il est malin d'acheter.
La voix disant « Got Milk? » à la fin de la publicité à la télévision est celle de l'acteur Denny Delk (en).
Certaines publicités « Got Milk? » ont modifié leur slogan en « Got Chocolate Milk? »,

## Parodies, imitations, mentions et merchandising
Commencée en 2011, une campagne publicitaire a été lancée avec pour cible principale à dénigrer l'industrie du lait de soja. Le thème de ces publicités est similaire à celui des publicités « Got Milk? », mais avec des messages tels que « le vrai lait n'est pas fait à partir de haricots ou de noix » ou « le vrai lait n'a pas besoin d'être secoué ».